# Sadabuan
Sadabuan is een bestuurslaag in het regentschap Padang Sidempuan van de provincie Noord-Sumatra, Indonesië. Sadabuan telt 4033 inwoners (volkstelling 2010).